# Ferdinand von Egger
Ferdinand Graf von Egger (* 5. Oktober 1802 in Klagenfurt; † 23. Dezember 1860 ebenda) war ein österreichischer Industrieller.

## Leben
Graf von Egger war der Enkel von Maximilian Thaddäus von Egger und der Sohn von Ferdinand Johann Thaddäus (* 1. November 1772) und Neffe des Franz Johann Nepomuk Ignatz Graf von Egger. Er war mit Notburga geborene Lodron-Laterano verheiratet. Die Ehe blieb kinderlos.
Er trat zunächst in den Staatsdienst und arbeitet zunächst als unbesoldeter Kreiskommissär beim Klagenfurter Kreisamt und dann Gubernialsekretär in Mailand. Nach dem Ausscheiden aus dem Staatsdienst im Jahr 1834 verwaltete er seine Güter und seine industriellen Unternehmen. Unter seiner Leitung wurden ein neues Walzwerk in Lippitzbach und die Notburga-Hütte in Freudenberg erbaut und die Drahtwerke in Feistritz im Rosental erweitert. Graf von Egger lebte als Privatmann in Kärnten oder in Venedig, Wien, Salzburg und Brüssel. Er war von 1834 bis 1848 Musikdirektor des Kärntner Musikvereins.
Die Revolution von 1848/1849 im Kaisertum Österreich führte zu einem Einbruch der Eisenexportes in das aufständische Italien. Der Betrieb in den Eggerschen Werken wurde weitgehend heruntergefahren. Im September 1848 nach den militärischen Erfolgen Österreichs in Italien konnte der Betrieb wieder aufgenommen werden. Graf von Egger selbst, der den Kärntner Landständen angehört hatte, wurde von diesen in den Provisorischen Kärntner Landtag gewählt, dem er formell vom 17. Juli 1848 bis zum 4. März 1849 als Abgeordneter angehörte. Er nahm aber an keiner Sitzung des Landtags teil und überließ die dortigen Verhandlungen seinem Stellvertreter Friedrich Graf Rosenberg.
Das Tagebuch des Grafen Ferdinand Egger aus dem Jahre 1848 beschreibt seine persönliche Sicht auf die Revolutionsereignisse.

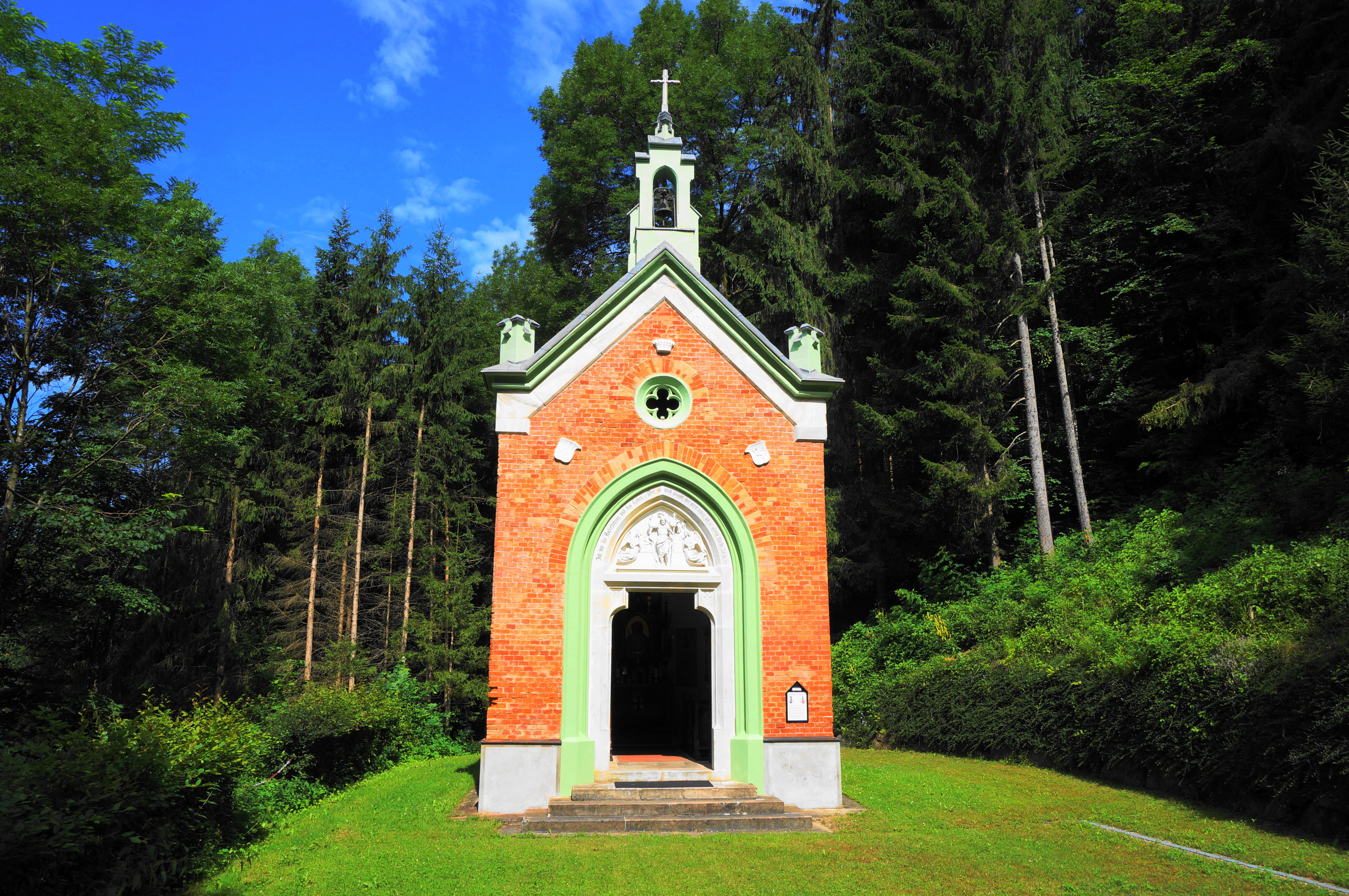
Grabkapelle der Grafen Egger in Lippitzbach

Er ist in der für ihn errichteten Grabkapelle im Schloss Lippitzbach begraben. Die Grabkapelle steht unter Denkmalschutz.